# Galerina marginata
Galerina marginata es una especie de hongo basidiomiceto venenoso de la familia Strophariaceae.

## Características
Los cuerpos fructíferos se encuentran sobre el terreno de los bosques de coníferas y bosques caducifolios del hemisferio norte, en América del Norte, Europa, Asia, Japón y además se han encontrado ejemplares en Australia.
El píleo es inicialmente convexo a cónica, luego con la madurez se hace más convexo y aplanado, a veces irregularmente. Esto puede generar ondulaciones en el sombrero, el cual puede alcanzar hasta 4 cm de diámetro.
El hongo tiene un suave color amarronado, la superficie es viscosa de aspecto graso, el estipe es de color marrón claro y puede medir hasta 6 centímetros de largo por 9 milímetros de ancho.

## Toxicidad
Galerina marginata es un hongo muy venenoso porque contiene Amatoxinas: un grupo de tóxicos potentísimos que son también responsables de los envenenamientos más graves producidos por muchas setas de los géneros Amanita y Lepiota. 
Las amatoxinas son péptidos cíclicos que inhiben la enzima ARN polimerasa II e interfieren con varias funciones celulares. Los primeros síntomas de envenenamiento aparecen de 6 a 24 horas después del consumo, seguida de un período de aparente mejoría, a continuación, por los síntomas del hígado y la insuficiencia renal la muerte de quien la consuma deviene al cuarto día.